# Сударев, Вячеслав
Вячеслав Сударев (19 сентября 1978) — туркменский футболист, защитник. Выступал за сборную Туркменистана.

## Биография
В начале карьеры выступал за «Небитчи» (Балканабад), стал двукратным финалистом Кубка Туркменистана (1998, 1999). В 2000 году перешёл в ашхабадский «Галкан», а затем в другой столичный клуб — «Копетдаг», с котором победил в чемпионате Туркменистана и участвовал в Кубке Содружества. Часть сезона 2001 года провёл в клубе «Шагадам» (Туркменбаши).
В 2002 году перешёл в казахстанский клуб «Шахтёр» (Караганда). Дебютный матч в чемпионате Казахстана сыграл 25 мая 2002 года против клуба «Есиль-Богатырь». Всего за сезон сыграл 20 матчей в чемпионате и 5 игр в Кубке Казахстана, а его клуб занял шестое место в чемпионате и дошёл до полуфинала кубка. В дальнейшем снова играл на родине за «Копетдаг» и «Небитчи». Летом 2004 года перешёл в другой казахстанский клуб — «Восток» (Усть-Каменогорск), где за полтора сезона провёл 26 матчей в высшей лиге. Всего в чемпионате Казахстана сыграл 46 матчей. В промежутке между играми за «Восток» на старте сезона 2005 года играл за «Небитчи» на Кубке Содружества, где забил единственный гол своей команды, а также провёл один матч в Кубке АФК.
В 2006 году вернулся в «Небитчи», за следующие годы становился бронзовым (2007, 2008) и серебряным (2009) призёром чемпионата Туркменистана. В 2011 году играл за другой клуб из Балканабада — дебютанта высшей лиги «Гара Алтын». В конце карьеры провёл два сезона в «Шагадаме».
За национальную сборную Туркменистана провёл 2 матча в 2004—2005 годах. Дебютировал 28 апреля 2004 года в товарищеском матче против Армении, заменив на 93-й минуте Курбангельды Дурдыева. Во втором матче, 29 января 2005 года против Саудовской Аравии отыграл все 90 минут.